# Kahle Klippe

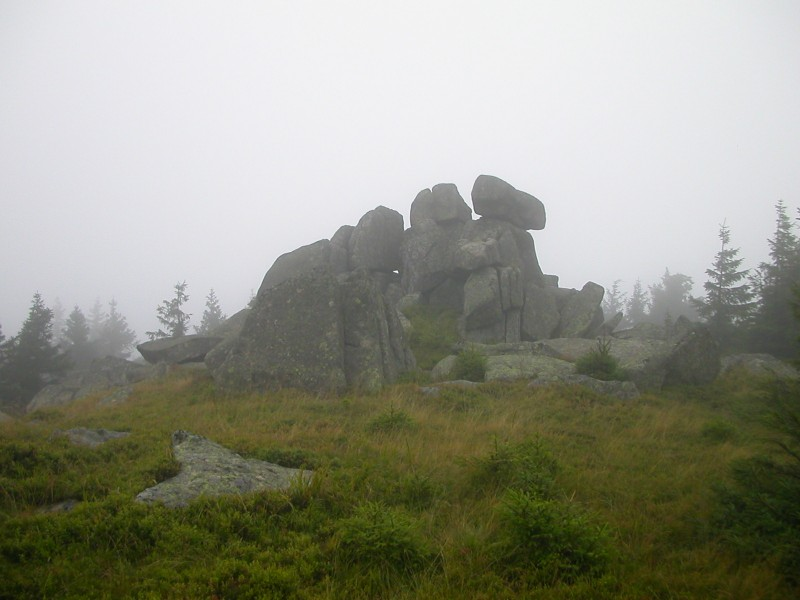
Kahle Klippe

Die Kahle Klippe ist eine Felsformation im Hochharz am westlichen Hang des Brockens oberhalb des Tals der Ecker in Sachsen-Anhalt.
Sie liegt etwa auf halber Strecke zwischen dem Bahnübergang Hirtenweg und der Ecker auf 1011,5 m ü. NN. Die Klippe ist vom Brockengipfel aus nicht zu sehen. Der beste Blick bietet sich aus Richtung des niedersächsischen Torfhaus. Da die Klippe in der Kernzone des Nationalparks Harz liegt, darf sie nur mit Genehmigung der Nationalparkverwaltung aufgesucht werden. Sie ist eine der am schwierigsten zu erreichenden Klippen im Hochharz. Ein alter Forstpfad führt in etwa 100 m Entfernung an der Klippe vorbei.
Nordwestlich der Kahlen Klippe liegt die noch unzugänglichere Brandklippe (ca. 920 m ü. NN).